# България на летните олимпийски игри 1972
България участва на Летните олимпийски игри 1972 в Мюнхен, ФРГ.

## Медалисти
България печели шест златни, десет сребърни и пет бронзови медала.

### Злато
- Георги Костадинов – бокс 51 кг
- Нораир Нурикян – вдигане на тежести 60 кг
- Йордан Биков – вдигане на тежести 75 кг
- Андон Николов – вдигане на тежести 90 кг
- Петър Киров – борба класически стил 52 кг
- Георги Мърков – борба класически стил 62 кг

### Сребро
- Йорданка Благоева-Димитрова – скок на височина
- Диана Йоргова – скок на дължина
- Ангел Ангелов – бокс 63,5 кг
- Младен Кучев – вдигане на тежести 67,5 кг
- Атанас Шопов – вдигане на тежести 90 кг
- Александър Крайчев – вдигане на тежести 110 кг
- Осман Дуралиев – борба свободен стил над 100 кг
- Огнян Николов – борба свободен стил 48 кг
- Стоян Апостолов – борба класически стил 68 кг
- Александър Томов – борба класически стил над 100 кг

### Бронз
- Василка Стоева – хвърляне на диск
- Иванка Христова – тласкане на гюле
- Федя Дамянов & Иван Бурчин – кану-каяк двойка кану
- Иван Кръстев Турлаков – борба свободен стил 62 кг
- Стефан Ангелов Георгиев – борба класически стил 48 кг

## Резултати от игри

### Атлетика
5000 метра мъже
- Михаил Желев

- Heat – DNS (→ не напредва)

Висок скок-мъже
- Петър Богданов

- квалификационен кръг – 2.12m (→ не напредва)

### Бокс
Лека и средна категория (– 71 кг)
- Найден Станчев

- Първи кръг – почива
- Втори кръг – победа над Джон Опио (UGA), 3:2
- Трети кръг – загуба от Виеслав Рудковски (Пол), 0:5

тежка категория (+ 81 kg)
- Атанас Суванджиев

- Първи кръг – загуба от Юрген Фангхенел (ГДР), KO-1

### Колоездене

#### Състезание на писта
1000 метра за време
- Димо Ангелов

- Финал – 1:07.55 (→ 6-о място)

### Модерен пентатлон
Индивидуално състезание:
- Георги Стоянов – 4695 точки (→ 26-о място)
- Велко Братанов – 4339 точки (→ 50-о място)
- Ангел Пепелянков – 3971 точки (→ 57-о място)

Отборно състезание:
- Стоянов, Братанов и Пепелянков – 12957 точки (→ 16-о място)

### Гребане
Скул-мъже
- Йордан Вълчев

- Heat – 7:50.29
- полуфинали – 8:17.64
- Б-финал – 7:59.55 (→ 8-о място)

Men's Coxed Pairs
- Димитър Валов, Димитър Янакиев и Ненко Добрев

- Heat – 8:01.12
- Repechage – 8:10.94
- полуфинали – 8:20.21
- B-финал – 8:01.86 (→ 10-о място)

### Волейбол

#### Отборно
- Предварителен кръг (Група A)

- победа над Южна Корея (3 – 1)
- победа над Чехословакия (3 – 2)
- загуба от Съветски съюз (1 – 3)
- победа над Полша (3 – 2)
- победа над Тунис (3 – 0)

- Полуфинал

- загуба от Япония (2 – 3)

- Мач за трето място

- загуба от Съветски съюз (0 – 3) → Четвърто място

- Списък на отбора

- Димитър Каров
- Брунко Илиев
- Алекс Тренев
- Иван Иванов
- Димитър Златанов
- Здравко Сименов
- Цано Цанов
- Кирил Славов
- Емил Вълчев
- Емил Тренев
- Лъчезар Стоянов
- Иван Димитров

### Плуване
100 м свободен стил
- Юлиян Русев

- Heat – DNS (→ не напредва)

200 м свободен стил
- Юлиян Русев

- Heat – DNS (→ не напредва)

### Водна топка

#### Отборно
- Предварителен кръг (Група C)

- загуба от Италия (5 – 8)
- загуба от Съветски съюз (2 – 7)
- победа над Япония (7 – 4)
- загуба от Испания (4 – 6)

- Финален кръг (Група II)

- загуба от Нидерландия (2 – 5)
- Загуба от Румъния (3 – 4)
- равен с Австралия (4 – 4)
- равен с Куба (4 – 4) → 11-о място

- Списък на отбора

- Бисер Наумов
- Иван Ковачев
- Александер Шпитцер
- Тома Томов
- Пламен Бранков
- Младен Христов
- Неделчо Йорданов
- Васил Томов
- Андрей Константинов
- Матей Попов
- Любомир Рунтов